# Vida Marija Čigriejienė
Vida Marija Čigriejienė-Šapokaitė (* 4. Oktober 1936 in Alytus, Litauen) ist eine litauische Ärztin, Politikerin, Mitglied des Seimas und Professorin.

## Leben
Von 1941 bis 1948 wurde Vida Marija Šapokaitė mit der Schwester und der Mutter nach Sibirien vertrieben. Die Grundschule absolvierte sie in Barnaul und 1955 die 2. Mittelschule Utena sowie das Studium 1961 am Kauno medicinos institutas in der zweitgrößten litauischen Stadt Kaunas. Von 1964 bis 1966 studierte sie in der Geburtshilfe- und Gynäkologie-Klinikordinatur.
Von 1961 bis 1964 arbeitete Vida Marija Čigriejienė in Kybartai und in Vilkaviškis. 1972 promovierte sie und 1982 wurde Dozentin. 1999 habilitierte sie und wurde Professorin. Ab 2004 war sie Mitglied im Seimas; als ältestes Mitglied leitete sie als Alterspräsidentin die ersten Sitzungen 2008 im 10. Seimas und 2012 im 11. Seimas.
Sie ist TS-LKD-Mitglied. 

## Bibliografie
- Ginekologija, vadovėlis, su kitais, 1990 m.;
- Akušerija, vadovėlis, su kitais, 1993 m.;
- Gimdymo pagalba, vadovėlis, su kitais, 1996 m.;
- Jūsų mažylis pakeliui į gyvenimą, 1995 m.;
- Kauno medicinos universiteto Akušerijos ir ginekologijos klinikos raida 1922–2002 m., 2002 m.;
- Kolposkopijos pagrindai, monografija, 1993 m.;
- Priešlaikinis gimdymas, monografija, 1998 m.;
- Gimdos kaklelio vėžio diagnostikos ir gydymo pagrindai, monografija, 2002 m.[2]